# 南郷通

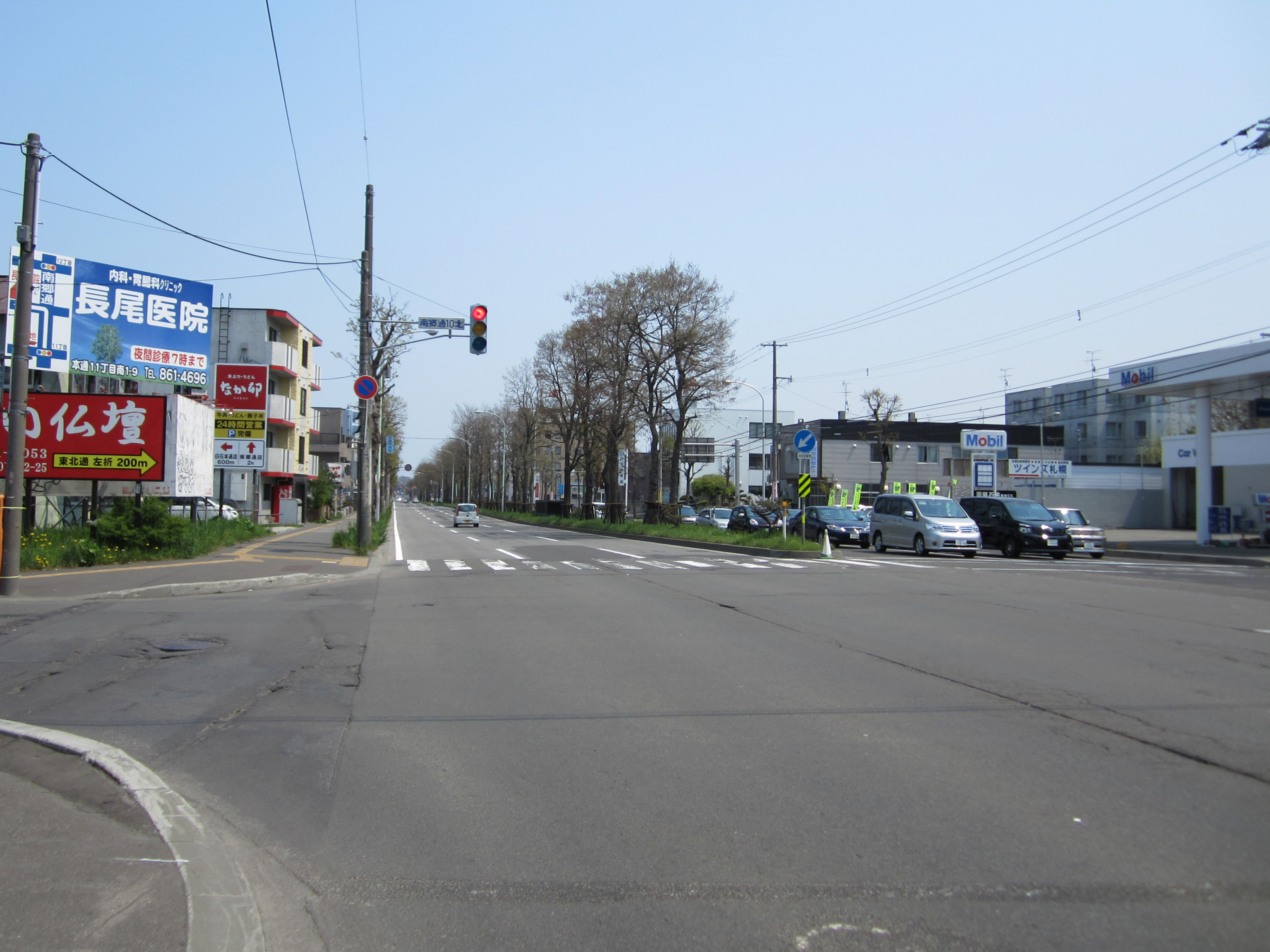
南郷通10丁目付近（2012年5月）

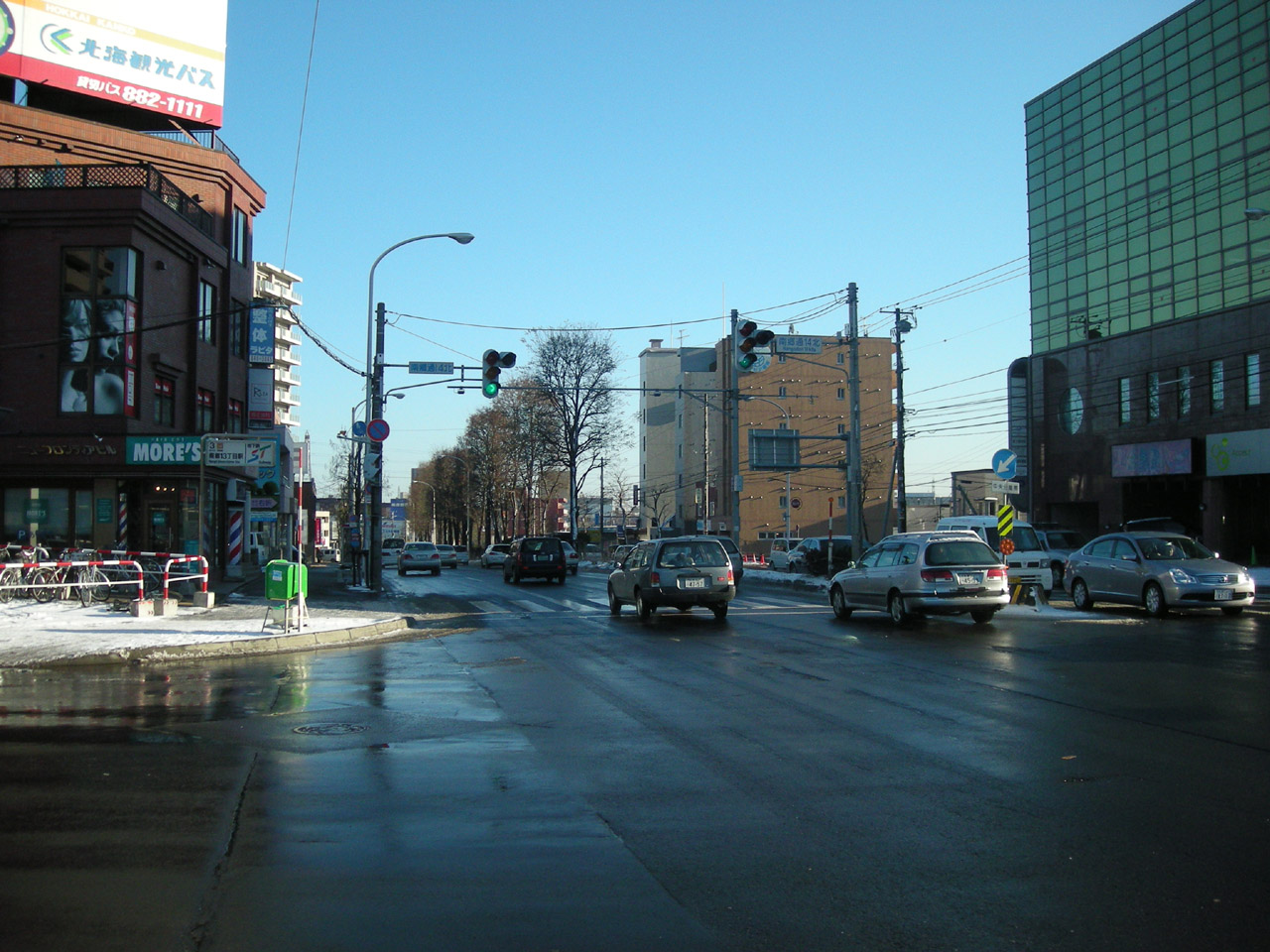
南郷通13丁目付近（2008年12月）

南郷通（なんごうどおり）は、札幌市中央区から厚別区に至る都市計画道路であり、白石区の地名。区間により札幌市道や北海道道3号札幌夕張線になる。通りの名称は中間地点にある「南郷」の地名に由来している。白石区菊水から厚別区厚別南までの地下には札幌市営地下鉄東西線が走行している

## 路線データ
- 起点：札幌市中央区北3条東10丁目（北3条通交点）[1]
- 終点：札幌市厚別区もみじ台北3丁目（もみじ台通交点）[1]
- 幅員：32 m[1]

## 歴史
国道12号の混雑解消を目的として1974年（昭和49年）に菊水歩道橋（円形歩道橋）からもみじ台まで一部区間を除いた9.53 kmが開通した。1986年（昭和61年）には豊平川に架かる水穂大橋が開通した。

## 路線状況
区間
- 市道（起点 - 札幌市白石区菊水3条5丁目）
- 北海道道3号札幌夕張線（札幌市白石区菊水3条5丁目 - 札幌市厚別区大谷地東7丁目）
- 市道（札幌市厚別区大谷地東7丁目 - 終点）

道路施設
- 水穂大橋
- 菊水歩道橋
- 南郷大通橋
- 新あかつき橋
- 大谷地橋
- 南郷通高架橋

## 地理
起点付近では北海道旅客鉄道（JR北海道）苗穂駅移転などを含む再開発「苗穂駅周辺地区まちづくり計画」が進行している。東札幌には旧日本国有鉄道（国鉄）東札幌駅跡地を再開発した札幌コミュニケーションパークSORAがある。札幌市営地下鉄東西線の駅周辺などに商業施設が立地しているほか、2016年（平成28年）には白石駅に直結する白石区複合庁舎（白石区役所など）がオープンした。また、大通東の北1条東10丁目（国道12号（北1条雁来通））交差点付近には札幌市水道局、南郷通には白石消防署に併設して札幌市民防災センター、大谷地東の大谷地駅付近には札幌市交通局、厚別中央には札幌市青少年科学館や厚別区役所が立地している。

### 交差する道路
- 北3条通
- 国道12号（北1条雁来通）
- 大通
- 主要市道9901号旭山公園米里線（南7条米里通）
- 北海道道3号札幌夕張線（南1条通）・菊水旭山公園通・北海道道526号東札幌停車場線
- 北海道道1148号札幌恵庭自転車道線（白石こころーど）
- 米里行啓通
- 北海道道89号札幌環状線（環状通）
- 白石中の島通
- 水源池通
- 北海道道453号西野白石線（白石藻岩通）
- 向ヶ丘通
- 清田通
- 国道274号（札幌新道）※北広島方面のみランプ形式で接続
- 大谷地駅前通
- 平和通・北海道道3号札幌夕張線（平和通）
- 厚別停車場通
- 厚別西通
- 北海道道1138号厚別平岡線（厚別中央通）
- 厚別青葉通
- 厚別東通
- もみじ台通

## 南郷通（地名）
南郷通（なんごうどおり）は、1882年（明治15年）に岩井沢七兵衛らが入植したことに始まる。その後、福井県、富山県、愛媛県、岩手県などから入植した混成団により開墾が進められた。地名の由来は明らかではないが、本通（白石本通）より南部を「南郷」としたとされている。北海道道89号札幌環状線（環状通）から厚別川までの通りに沿った細長い地域は住居表示が「南郷通」となっており、1丁目から21丁目まである。南郷通の北側は丁目の後ろに「北」を、南側には「南」を付ける（例：南郷通4丁目南など）。

### 交通
地下鉄
- 白石駅 - 南郷7丁目駅 - 南郷13丁目駅 - 南郷18丁目駅

バス
- 白石バスターミナル
  - 北海道中央バス
- 南郷7丁目バスターミナル
  - 北海道中央バス

道路
- 都道府県道
  - 北海道道3号札幌夕張線（南郷通）
  - 北海道道89号札幌環状線（環状通）
  - 北海道道453号西野白石線（白石藻岩通）
  - 北海道道1148号札幌恵庭自転車道線（白石こころーど）

### 施設
南郷通（北）
- ディノス札幌白石
- 札幌市白石区体育館
- 白石消防署（市民防災センター）
- 札幌市立東白石中学校
- 北大学力増進会札幌東本部
- 学校法人大藤学園
- スイートデコレーションなんごう店
- ジュンスポーツクラブ白石

南郷通（南）
- 白石区複合庁舎[7]
  - 北海道銀行白石区役所支店
- 札幌市立南白石小学校
- アサヒビール北海道工場
- 東光ストア南郷7丁目店
- 札幌中央信用組合南郷支店
- 北海道信用金庫南郷支店
- 札幌市立本郷小学校
- 空知商工信用組合札幌支店
- 東光ストア南郷13丁目店
- 北海道銀行流通センター前支店
- 株式会社どんぐり